# Vénus désarmant Cupidon
Vénus désarmant Cupidon est un tableau réalisé par le peintre italien Paul Véronèse en 1550-1555. De format vertical, cette huile sur toile est une peinture mythologique qui représente la déesse Vénus confisquant son arc à son fils Cupidon alors qu'elle est assise nue, accoudée sur un coussin. Achetée par Hester Diamond en 1990, l'œuvre est offerte en 2013 au Worcester Art Museum. Elle est depuis lors conservée par ce musée d'art de Worcester, dans le Massachusetts, aux États-Unis.